# Ushirogami Hikaretai
Ushirogami Hikaretai (うしろ髪ひかれ隊, Hikaretai Ushirogami). Fue un sub-grupo idol, formado por 3 integrantes del grupo Onyanko Club. Estuvo activo en 1987

## Biografía
Ushirogami Hikaretai, surgió a raíz de la salida de Mamiko Takai. Cuando esta se graduó de Onyanko Club, culminó también sus actividades con Ushiroyubi Sasaregumi. Debido a esta razón seria sucedido, por este nuevo grupo-idol. Con la siguiente formación: 
- Akiko Ikuina (miembro número 38)
- Shizuka Kudo (miembro número 40)
- Makiko Saito (miembro número 42)

## Separación
Ushirogami Hikaretai se disolvió en junio de 1988. Para permitir que cada miembro continuara con su carrera en solitario.

## Actualidad
En el año 2008, Yasushi Akimoto declaró al grupo: "Wawrinka Hashiratai" como el sucesor de esta formación.

## Discografía

### Videos/ Conciertos
- [1988.03.10] Made in Hawaii